# Nastro d'argento alla migliore sceneggiatura
Il Nastro d'argento alla migliore sceneggiatura è un riconoscimento cinematografico italiano assegnato annualmente dal Sindacato Nazionale Giornalisti Cinematografici Italiani a partire dal 1948.

## Albo d'oro
I vincitori sono indicati in grassetto, a seguire gli altri candidati.

### Anni 1948-1959
- 1948: Gaspare Cataldo, Guido Pala e Alberto Vecchietti  - I fratelli Karamazoff
- 1949: Vittorio De Sica, Cesare Zavattini, Suso Cecchi D'Amico, Oreste Biancoli, Adolfo Franci e Gerardo Guerrieri - Ladri di biciclette
- 1950: Suso Cecchi D'Amico, Cesare Zavattini e Renato Castellani - È primavera...
- 1951: Cesare Zavattini e Alessandro Blasetti - Prima comunione
- 1952: Ettore Maria Margadonna, Titina De Filippo e Renato Castellani - Due soldi di speranza
- 1953: non assegnato
- 1954: Vitaliano Brancati, Sergio Amidei, Vincenzo Talarico e Luigi Zampa - Anni facili
- 1955: non assegnato
- 1956: Pasquale Festa Campanile, Massimo Franciosa e Giuseppe Mangione - Gli innamorati
- 1957: Cesare Zavattini - Il tetto
- 1958: Valerio Zurlini, Leo Benvenuti, Piero De Bernardi e Alberto Lattuada - Guendalina
- 1959: Age & Scarpelli, Suso Cecchi D'Amico e Mario Monicelli - I soliti ignoti

### Anni 1960-1969
- 1960: Ennio De Concini, Alfredo Giannetti e Pietro Germi - Un maledetto imbroglio
- 1961: Pasquale Festa Campanile, Suso Cecchi D'Amico, Massimo Franciosa, Enrico Medioli e Luchino Visconti - Rocco e i suoi fratelli
- 1962: Ennio De Concini, Alfredo Giannetti e Pietro Germi - Divorzio all'italiana
- 1963: Pasquale Festa Campanile, Massimo Franciosa, Carlo Bernari e Nanni Loy - Le quattro giornate di Napoli
- 1964: Ennio Flaiano, Tullio Pinelli, Brunello Rondi e Federico Fellini - 8½
- 1965: Age & Scarpelli, Luciano Vincenzoni e Pietro Germi - Sedotta e abbandonata
- 1966: Ruggero Maccari, Ettore Scola e Antonio Pietrangeli - Io la conoscevo bene
- 1967: Age & Scarpelli, Luciano Vincenzoni e Pietro Germi - Signore & signori
- 1968: Ugo Pirro e Elio Petri - A ciascuno il suo
- 1969: Dino Maiuri, Massimo De Rita e Carlo Lizzani - Banditi a Milano

### Anni 1970-1979
- 1970: Fabio Carpi e Nelo Risi - Diario di una schizofrenica
- 1971: Adriano Baracco, Tullio Kezich, Alberto Lattuada e Piero Chiara - Venga a prendere il caffè... da noi
- 1972: Leo Benvenuti, Piero De Bernardi e Nino Manfredi - Per grazia ricevuta
- 1973: Alberto Bevilacqua - Questa specie d'amore
- 1974: Tonino Guerra e Federico Fellini - Amarcord
- 1975: Age & Scarpelli e Ettore Scola - C'eravamo tanto amati
- 1976: Tullio Pinelli, Leo Benvenuti, Piero De Bernardi e Pietro Germi - Amici miei
- 1977: Sergio Amidei e Mario Monicelli - Un borghese piccolo piccolo
- 1978: Ruggero Maccari, Ettore Scola e Maurizio Costanzo - Una giornata particolare
- 1979: Ermanno Olmi - L'albero degli zoccoli

### Anni 1980-1989
- 1980: Age & Scarpelli e Ettore Scola - La terrazza
- 1981: Ruggero Maccari e Ettore Scola - Passione d'amore
- 1982: Tullio Pinelli, Leo Benvenuti, Piero De Bernardi, Bernardino Zapponi e Mario Monicelli - Il marchese del Grillo
- 1983: Paolo e Vittorio Taviani, Tonino Guerra e Giuliani G. De Negri - La notte di San Lorenzo
- 1984: Elvio Porta e Nanni Loy - Mi manda Picone
- 1985: Paolo e Vittorio Taviani e Tonino Guerra - Kaos
- 1986: Tullio Pinelli, Leo Benvenuti, Piero De Bernardi, Suso Cecchi D'Amico e Mario Monicelli - Speriamo che sia femmina
- 1987: Ruggero Maccari, Ettore Scola e Furio Scarpelli - La famiglia
- 1988: Massimo Troisi e Anna Pavignano - Le vie del Signore sono finite
- 1989: Tullio Kezich e Ermanno Olmi - La leggenda del santo bevitore

### Anni 1990-1999
- 1990: Pupi Avati - Storia di ragazzi e di ragazze
- 1991: Suso Cecchi D'Amico e Tonino Guerra - Il male oscuro
  - Luigi Magni - In nome del popolo sovrano
  - Vincenzo Cerami e Gianni Amelio - Porte aperte
  - Filippo Ascione, Umberto Marino e Sergio Rubini - La stazione
  - Cristina Comencini e Gérard Brach - I divertimenti della vita privata
- 1992: Andrea Barbato e Emidio Greco - Una storia semplice
  - Sandro Petraglia, Stefano Rulli e Daniele Luchetti - Il portaborse
  - Enzo Monteleone - Mediterraneo
  - Massimo Troisi e Anna Pavignano - Pensavo fosse amore... invece era un calesse
  - Vincenzo Cerami e Roberto Benigni - Johnny Stecchino
- 1993: Stefano Rulli, Sandro Petraglia e Gianni Amelio - Il ladro di bambini
  - Andrea Purgatori e Marco Risi - Nel continente nero
  - Mario Martone e Fabrizia Ramondino - Morte di un matematico napoletano
  - Francesco Tullio Altan e Sergio Staino - Non chiamarmi Omar
  - Ermanno Olmi e Maurizio Zaccaro - La valle di pietra
- 1994: Francesca Archibugi - Il grande cocomero
  - Maurizio Zaccaro - L'Articolo 2
  - Italo Moscati e Liliana Cavani - Dove siete? Io sono qui
  - Suso Cecchi D'Amico e Cristina Comencini - La fine è nota
  - Roberto Faenza - Jona che visse nella balena
- 1995: Alessandro D'Alatri - Senza pelle
  - Gianni Amelio, Andrea Porporati e Alessandro Sermoneta - Lamerica
  - Graziano Diana e Simona Izzo - Maniaci sentimentali
  - Ugo Pirro e Andrea Purgatori - Il giudice ragazzino
  - Francesco Bruni e Paolo Virzì - La bella vita
- 1996: Leone Pompucci, Filippo Pichi e Paolo Rossi - Camerieri
  - Mario Martone - L'amore molesto
  - Graziano Diana e Angelo Pasquini - Un eroe borghese
  - Sandro Petraglia, Stefano Rulli, Domenico Starnone e Daniele Luchetti - La scuola
  - Giuseppe Tornatore e Fabio Rinaudo - L'uomo delle stelle
- 1997: Giovanni Veronesi e Leonardo Pieraccioni - Il ciclone
  - Antonio Capuano - Pianese Nunzio, 14 anni a maggio
  - David Grieco, Michele Salimbeni e Sergio Citti - I magi randagi
  - Gloria Malatesta, Claudia Sbarigia e Peter Del Monte - Compagna di viaggio
  - Paolo Virzì e Francesco Bruni - Ferie d'agosto
- 1998: Vincenzo Cerami e Roberto Benigni - La vita è bella
  - Marco Bellocchio - Il principe di Homburg
  - Fabio Carpi - Nel profondo paese straniero
  - Davide Ferrario - Tutti giù per terra
  - Paolo Virzì, Francesco Bruni e Furio Scarpelli - Ovosodo
- 1999: Giuseppe Tornatore - La leggenda del pianista sull'oceano
  - Cristina Comencini - Matrimoni
  - Gianni Amelio - Così ridevano
  - Mario Martone - Teatro di guerra
  - Ettore Scola, Silvia Scola, Furio Scarpelli e Giacomo Scarpelli - La cena

### Anni 2000-2009
- 2000: Doriana Leondeff e Silvio Soldini - Pane e tulipani
  - Antonio e Pupi Avati - La via degli angeli
  - Bernardo Bertolucci e Clare Peploe - L'assedio
  - Enzo Monteleone e Angelo Orlando - Ormai è fatta!
  - Gabriele Muccino e Adele Tulli - Come te nessuno mai
- 2001: Claudio Fava, Marco Tullio Giordana e Monica Zapelli  - I cento passi
  - Francesca Archibugi - Domani
  - Leonardo Fasoli e Gianluca Maria Tavarelli - Qui non è il paradiso
  - Linda Ferri, Nanni Moretti e Heidrun Schleef  - La stanza del figlio
  - Ferzan Özpetek e Gianni Romoli - Le fate ignoranti
- 2002: Giulia Calenda, Cristina Comencini e Lucilla Schiaffino - Il più bel giorno della mia vita
  - Marco Bellocchio - L'ora di religione
  - Emanuele Crialese - Respiro
  - Enzo D'Alò e Umberto Marino - Momo alla conquista del tempo
  - Paolo Sorrentino - L'uomo in più
- 2003: Gabriele Muccino e Heidrun Schleef - Ricordati di me
  - Niccolò Ammaniti e Francesca Marciano - Io non ho paura
  - Massimo D'Anolfi e Roberta Torre - Angela
  - Roberto Faenza - Prendimi l'anima
  - Enzo Monteleone - El Alamein - La linea del fuoco
  - Ferzan Özpetek e Gianni Romoli - La finestra di fronte
- 2004: Sandro Petraglia e Stefano Rulli - La meglio gioventù
  - Franco Battiato e Manlio Sgalambro Perdutoamor
  - Marco Bellocchio - Buongiorno, notte
  - Salvatore Mereu - Ballo a tre passi
  - Francesco Bruni e Paolo Virzì  - Caterina va in città
- 2005: Sergio Castellitto e Margaret Mazzantini - Non ti muovere
  - Gianni Amelio, Sandro Petraglia e Stefano Rulli - Le chiavi di casa
  - Pupi Avati - La rivincita di Natale
  - Davide Ferrario - Dopo mezzanotte
  - Andrea Frazzi, Antonio Frazzi, Marcello Fois, Diego De Silva e Ferdinando Vicentini Orgnani - Certi bambini
- 2006: Ugo Chiti e Giovanni Veronesi - Manuale d'amore
  - Alessandro D'Alatri, Gennaro Nunziante e Domenico Starnone - La febbre
  - Sandro Petraglia, Stefano Rulli, Giancarlo De Cataldo e Michele Placido - Romanzo criminale
  - Giuseppe Rocca, Laura Sabatino e Antonietta De Lillo - Il resto di niente
  - Gabriele Salvatores e Fabio Scamoni - Quo vadis, baby?
- 2007: Ferzan Özpetek e Gianni Romoli - Saturno contro
  - Antonio Capuano - La guerra di Mario
  - Emanuele Crialese - Nuovomondo
  - Linda Ferri, Federico Starnone, Francesco Giammusso e Kim Rossi Stuart - Anche libero va bene
  - Mario Monicelli, Alessandro Bencivenni e Domenico Saverni - Le rose del deserto
  - Giuseppe Tornatore - La sconosciuta
- 2008: Sandro Petraglia - La ragazza del lago e con Daniele Luchetti e Stefano Rulli - Mio fratello è figlio unico
  - Francesco Bruni e Paolo Virzì - Tutta la vita davanti
  - Peter Del Monte e Michele Pellegrini - Nelle tue mani
  - Doriana Leondeff, Francesco Piccolo, Federica Pontremoli e Silvio Soldini - Giorni e nuvole
  - Michele Pellegrini e Gianni Zanasi - Non pensarci
- 2009: Paolo Sorrentino - Il divo
  - Francesca Archibugi - Questione di cuore
  - Maurizio Braucci, Ugo Chiti, Gianni Di Gregorio e Matteo Garrone - Gomorra
  - Fausto Brizzi, Massimiliano Bruno e Marco Martani - Ex
  - Jim Carrington, Andrea Purgatori e Marco Risi - Fortapàsc

### Anni 2010-2019
- 2010: Francesco Bruni, Francesco Piccolo e Paolo Virzì - La prima cosa bella
  - Ivan Cotroneo, Ferzan Özpetek - Mine vaganti
  - Alessandro Genovesi e Gabriele Salvatores - Happy Family
  - Gabriele Muccino - Baciami ancora
  - Sandro Petraglia, Stefano Rulli e Daniele Luchetti - La nostra vita
- 2011: Massimo Gaudioso - Benvenuti al Sud
  - Massimiliano Bruno ed Edoardo Falcone con la collaborazione di Fausto Brizzi - Nessuno mi può giudicare
  - Antonio Capuano - L'amore buio
  - Daniele Gaglianone - Pietro
  - Pasquale Scimeca e Nennella Buonaiuto con la collaborazione di Tonino Guerra - Malavoglia
- 2012: Marco Tullio Giordana, Sandro Petraglia e Stefano Rulli - Romanzo di una strage
  - Carlo Verdone, Pasquale Plastino e Maruska Albertazzi - Posti in piedi in paradiso
  - Daniele Vicari e Laura Paolucci - Diaz - Don't Clean Up This Blood
  - Paolo Sorrentino e Umberto Contarello - This Must Be the Place
  - Francesco Bruni - Scialla! (Stai sereno)
- 2013: Roberto Andò ed Angelo Pasquini - Viva la libertà
  - Marco Bellocchio, Veronica Raimo e Stefano Rulli - Bella addormentata
  - Giuseppe Piccioni e Francesca Manieri - Il rosso e il blu
  - Paolo Sorrentino ed Umberto Contarello - La grande bellezza
  - Giuseppe Tornatore - La migliore offerta
- 2014: Francesco Bruni, Francesco Piccolo e Paolo Virzì - Il capitale umano
  - Daniele Luchetti, Sandro Petraglia, Stefano Rulli e Caterina Venturini - Anni felici
  - Nicola Lusuardi, Marco Simon Puccioni e Heidrun Schleef - Come il vento
  - Asia Argento e Barbara Alberti - Incompresa
  - Alice Rohrwacher - Le meraviglie
- 2015: Francesco Munzi, Fabrizio Ruggirello, Maurizio Braucci con la collaborazione di Gioacchino Criaco - Anime nere
  - Nanni Moretti, Francesco Piccolo e Valia Santella - Mia madre
  - Francesca Archibugi e Francesco Piccolo - Il nome del figlio
  - Matteo Garrone, Edoardo Albinati, Ugo Chiti e Massimo Gaudioso - Il racconto dei racconti - Tale of Tales
  - Paolo Sorrentino - Youth - La giovinezza
- 2016:  Paolo Virzì e Francesca Archibugi - La pazza gioia
  - Sergio Rubini, Carla Cavalluzzi e Diego De Silva - Dobbiamo parlare
  - Nicola Guaglianone e Menotti - Lo chiamavano Jeeg Robot
  - Filippo Bologna, Paolo Costella, Paolo Genovese, Paola Mammini e Rolando Ravello - Perfetti sconosciuti
  - Francesca Marciano, Stefano Mordini e Valia Santella - Pericle il nero
- 2017: Francesco Bruni - Tutto quello che vuoi
  - Claudio Giovannesi, Filippo Gravino e Antonella Lattanzi - Fiore
  - Margaret Mazzantini - Fortunata
  - Ugo Chiti, Gianfranco Cabiddu, Salvatore De Mola con Francesco Marino - La stoffa dei sogni
  - Alex Infascelli e Francesca Manieri - Piccoli crimini coniugali
- 2018: Paolo Sorrentino e Umberto Contarello - Loro
  - Gabriele Muccino e Paolo Costella con la collaborazione di Sabrina Impacciatore - A casa tutti bene
  - Matteo Garrone, Ugo Chiti, Massimo Gaudioso - Dogman
  - Leonardo Di Costanzo, Maurizio Braucci e Bruno Oliviero - L'intrusa
  - Susanna Nicchiarelli - Nico, 1988
- 2019:  Marco Bellocchio, Ludovica Rampoldi, Valia Santella, Francesco Piccolo, in collaborazione con Francesco La Licata - Il traditore
  - Francesca Marciano, Valia Santella, Valeria Golino, in collaborazione con Walter Siti - Euforia
  - Edoardo De Angelis, Umberto Contarello - Il vizio della speranza
  - Claudio Giovannesi, Roberto Saviano, Maurizio Braucci - La paranza dei bambini
  - Roberto Andò, Angelo Pasquini, con la collaborazione di Giacomo Bendotti - Una storia senza nome

### Anni 2020-2029
- 2020:  Damiano e Fabio D'Innocenzo - Favolacce
  - Mario Martone e Ippolita Di Majo - Il sindaco del rione Sanità
  - Gianni Romoli, Silvia Ranfagni e Ferzan Özpetek - La dea fortuna
  - Pietro Marcello e Maurizio Braucci - Martin Eden
  - Umberto Contarello e Sara Mosetti - Tutto il mio folle amore
- 2021[1][2]:Francesco Bruni, Kim Rossi Stuart - Cosa sarà
  - Michael Zampino, Heidrun Schleef, Giampaolo Rugo - Governance - Il prezzo del potere
  - Emma Dante, Elena Stancanelli, Giorgio Vasta - Le sorelle Macaluso
  - Sydney Sibilia, Francesca Manieri - L'incredibile storia dell'Isola delle Rose
  - Pietro Castellitto - I predatori
- 2022: Nostalgia e Qui rido io – Mario Martone, Ippolita Di Majo
  - Ariaferma – Leonardo Di Costanzo, Bruno Oliviero, Valia Santella
  - È stata la mano di Dio – Paolo Sorrentino
  - Il silenzio grande – Andrea Ozza, Maurizio De Giovanni, Alessandro Gassmann
  - L'arminuta – Monica Zapelli, Donatella Di Pietrantonio
- 2023: Rapito - Marco Bellocchio, Susanna Nicchiarelli in collaborazione con Edoardo Albinati, Daniela Ceselli
  - Brado - Kim Rossi Stuart, Massimo Gaudioso
  - Il sol dell'avvenire - Francesca Marciano, Valia Santella, Nanni Moretti, Federica Pontremoli
  - Mixed by Erry - Armando Festa, Sydney Sibilia
  - Siccità - Francesca Archibugi, Paolo Giordano, Francesco Piccolo, Paolo Virzì
- 2024: Palazzina Laf - Maurizio Braucci e Michele Riondino
  - Confidenza - Daniele Luchetti e Francesco Piccolo
  - Enea - Pietro Castellitto
  - Io capitano - Matteo Garrone, Massimo Ceccherini, Massimo Gaudioso, Andrea Tagliaferri
  - La chimera - Alice Rohrwacher